# Fenofibrato
Il fenofibrato è un derivato dell'acido fibrato, simile al clofibrato e al gemfibrozil, attivatore del recettore alfa dei proliferatori di perossisomi utilizzato per abbassare i livelli di LDL-C, colesterolo totale, trigliceridi e Apo B, aumentando contemporaneamente l'HDL-C in caso di ipercolesterolemia primaria, dislipidemia mista e l'ipertrigliceridemia grave.
Il fenofibrato ha ottenuto l'approvazione dalla Food and Drug Administration il 31 dicembre 1993.

## Farmacologia

### Indicazione d'uso
Il farmaco è indicato come terapia aggiuntiva alla dieta per ridurre i livelli elevati di LDL-C, colesterolo totale, trigliceridi e Apo B, e aumentare l'HDL-C negli adulti con ipercolesterolemia primaria o dislipidemia mista. Inoltre, è indicato per trattare gli adulti con ipertrigliceridemia grave.

### Farmacodinamica
Il principio attivo è composto da un fibrato che attiva il recettore alfa attivato dai proliferatori dei perossisomi (PPARα) per alterare il metabolismo lipidico e trattare l'ipercolesterolemia primaria, la dislipidemia mista e l'ipertrigliceridemia grave. Richiede una somministrazione una volta al giorno e ha una emivita di 19-27 ore, quindi la sua durata d'azione è lunga. Le capsule di fenofibrato vengono somministrate in una dose di 50–150 mg al giorno, pertanto l'indice terapeutico è relativamente ampio. I pazienti devono essere informati dei rischi di rabdomiolisi, miopatia e calcolosi biliare durante l'assunzione di terapia con fibrati.

### Meccanismo d'azione
Produce l'attivazione del recettore alfa attivato dei proliferatori dei perossisomi (PPARα), aumentando la lipolisi, attivando la lipoproteina lipasi e riducendo l'apolipoproteina C-III. Il PPARα è un recettore nucleare e la sua attivazione altera l'omeostasi lipidica, glucidica e degli amminoacidi e la sua attivazione induce la trascrizione e traduzione genica che genera perossisomi riempiti di perossido di idrogeno, specie reattive dell'ossigeno e radicali idrossilici, che partecipano anche alla lipolisi. Questo meccanismo di aumento del metabolismo lipidico è associato anche ad uno stress ossidativo aumentato sul fegato. In casi rari, questo stress può portare a cirrosi ed epatite cronica attiva.

### Assorbimento
Una singola dose orale di 300 mg raggiunge una Cmax di 6-9,5 mg/L con un Tmax di 4-6 ore nei volontari sani a digiuno.

#### Volume di distribuzione
Il volume di distribuzione è di 0,89 L/kg, ma può arrivare fino a 60 L.

#### Legame proteico
Il fenofibrato è legato al 99% alle proteine del siero, principalmente all'albumina.

### Metabolismo
Il farmaco è completamente idrolizzato dall'esterasi epatica 1 a acido fenofibrico. L'acido fenofibrico viene glucuronidato o il suo gruppo carbonilico ridotto a un benzidrolo che viene quindi glucuronidato. La glucuronidazione dei metaboliti di fenofibrato è mediata da UGT1A9, mentre la riduzione del gruppo carbonilico è mediata principalmente da CBR1 e minormente da AKR1C1, AKR1C2, AKR1C3 e AKR1B1.

#### Via di eliminazione
Tra il 5% e il 25% di una dose viene eliminata nelle feci, mentre tra il 60% e l'88% viene eliminata nelle urine. Il 70-75% della dose recuperata nelle urine è sotto forma di fenofibril glucuronide e il 16% come acido fenofibrico.

#### Emivita
L'acido fenofibrico, il metabolita attivo di fenofibrato, ha un'emivita di 23 ore. Il farmaco ha un'emivita di 19-27 ore nei soggetti sani e fino a 143 ore nei pazienti con insufficienza renale.

#### Clearance
La clearance orale è di 1,1 L/h nei giovani adulti e di 1,2 L/h negli anziani.

### Tossicità
La dose letale DL50 del farmaco somministrato per via orale nei ratti è superiore a 2g/kg e nei topi è di 1600 mg/kg. La dose TDLO per via orale nei ratti è di 9 mg/kg.
I pazienti in stato di sovradosaggio devono ricevere terapia di supporto, compreso il monitoraggio dei parametri vitali e l'osservazione dello stato clinico. In caso di sovradosaggio recente, può essere considerata l'induzione del vomito o il lavaggio gastrico.
A causa dell'ampio legame proteico di fenofibrato, l'emodialisi non è attesa che sia utile.